# Pterostemma
Pterostemma là một chi thực vật có hoa trong họ, Orchidaceae.